# La Cluse-et-Mijoux
La Cluse-et-Mijoux és un municipi francès situat al departament del Doubs i a la regió de Borgonya - Franc Comtat. L'any 2007 tenia 1.163 habitants.

## Demografia

### Població
El 2007 la població de fet de La Cluse-et-Mijoux era de 1.163 persones. Hi havia 448 famílies de les quals 104 eren unipersonals (44 homes vivint sols i 60 dones vivint soles), 152 parelles sense fills, 160 parelles amb fills i 32 famílies monoparentals amb fills.
La població ha evolucionat segons el següent gràfic:
Habitants censats

### Habitatges
El 2007 hi havia 530 habitatges, 465 eren l'habitatge principal de la família, 23 eren segones residències i 42 estaven desocupats. 347 eren cases i 178 eren apartaments. Dels 465 habitatges principals, 331 estaven ocupats pels seus propietaris, 113 estaven llogats i ocupats pels llogaters i 21 estaven cedits a títol gratuït; 8 tenien una cambra, 27 en tenien dues, 70 en tenien tres, 80 en tenien quatre i 280 en tenien cinc o més. 385 habitatges disposaven pel capbaix d'una plaça de pàrquing. A 173 habitatges hi havia un automòbil i a 258 n'hi havia dos o més.

### Piràmide de població
La piràmide de població per edats i sexe el 2009 era:
| Homes | Edats   | Dones |
| ----- | ------- | ----- |
| 0     | 95 o +  | 4     |
| 4     | 90 a 94 | 4     |
| 0     | 85 a 89 | 0     |
| 4     | 80 a 84 | 8     |
| 4     | 75 a 79 | 8     |
| 24    | 70 a 74 | 20    |
| 20    | 65 a 69 | 24    |
| 16    | 60 a 64 | 32    |
| 20    | 55 a 59 | 20    |
| 28    | 50 a 54 | 24    |
| 36    | 45 a 49 | 44    |
| 60    | 40 a 44 | 60    |
| 60    | 35 a 39 | 76    |
| 28    | 30 a 34 | 48    |
| 32    | 25 a 29 | 16    |
| 20    | 20 a 24 | 40    |
| 48    | 15 a 19 | 36    |
| 40    | 10 a 14 | 24    |
| 56    | 5 a 9   | 60    |
| 16    | 0 a 4   | 36    |

## Economia
El 2007 la població en edat de treballar era de 772 persones, 605 eren actives i 167 eren inactives. De les 605 persones actives 582 estaven ocupades (325 homes i 257 dones) i 23 estaven aturades (10 homes i 13 dones). De les 167 persones inactives 51 estaven jubilades, 67 estaven estudiant i 49 estaven classificades com a «altres inactius».

### Ingressos
El 2009 a La Cluse-et-Mijoux hi havia 480 unitats fiscals que integraven 1.177,5 persones, la mediana anual d'ingressos fiscals per persona era de 20.728 €.

### Activitats econòmiques
Dels 63 establiments que hi havia el 2007, 1 era d'una empresa extractiva, 4 d'empreses alimentàries, 8 d'empreses de fabricació d'altres productes industrials, 10 d'empreses de construcció, 8 d'empreses de comerç i reparació d'automòbils, 1 d'una empresa de transport, 5 d'empreses d'hostatgeria i restauració, 1 d'una empresa d'informació i comunicació, 6 d'empreses financeres, 5 d'empreses immobiliàries, 4 d'empreses de serveis, 7 d'entitats de l'administració pública i 3 d'empreses classificades com a «altres activitats de serveis».
Dels 18 establiments de servei als particulars que hi havia el 2009, 1 era una oficina de correu, 1 taller de reparació d'automòbils i de material agrícola, 2 paletes, 5 fusteries, 3 perruqueries, 3 restaurants i 3 agències immobiliàries.
Dels 4 establiments comercials que hi havia el 2009, 1 era una botiga de menys de 120 m², 1 una peixateria, 1 una botiga de roba i 1 una joieria.
L'any 2000 a La Cluse-et-Mijoux hi havia 13 explotacions agrícoles.

## Equipaments sanitaris i escolars
El 2009 hi havia 1 farmàcia i 1 ambulància.
El 2009 hi havia una escola elemental.

## Poblacions més properes
El següent diagrama mostra les poblacions més properes.